# 舍维尼
舍维尼（法語：Chevigny，法語發音：[ʃəviɲi]）是法国汝拉省的一个市镇，属于多勒区。

## 地理
舍维尼（47°10'36"N, 5°28'31"E）面积7.67 平方千米，位于法国勃艮第-弗朗什-孔泰大區汝拉省，该省份为法国东部内陆省份，北起上索恩省，西北接科多尔省，西临索恩-卢瓦尔省，南至安省，东与杜省和瑞士接壤。
与舍维尼接壤的市镇（或旧市镇、城区）包括：潘特尔、欧克索讷、弗拉讷莱默利耶尔、默诺泰、赖南。

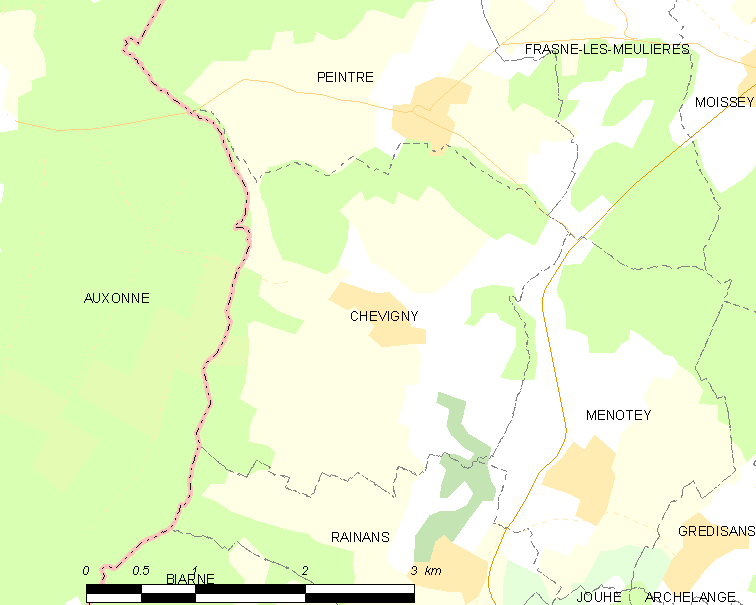
舍维尼的OSM定位图

舍维尼的时区为UTC+01:00、UTC+02:00（夏令时）。

## 行政
舍维尼的邮政编码为39290，INSEE市镇编码为39141。

## 政治
舍维尼所属的省级选区为欧蒂姆县。

## 人口

1962-2008年间舍维尼人口变化图示

舍维尼于2022年1月1日时的人口数量为268人。